# A modern ember afrikai eredete

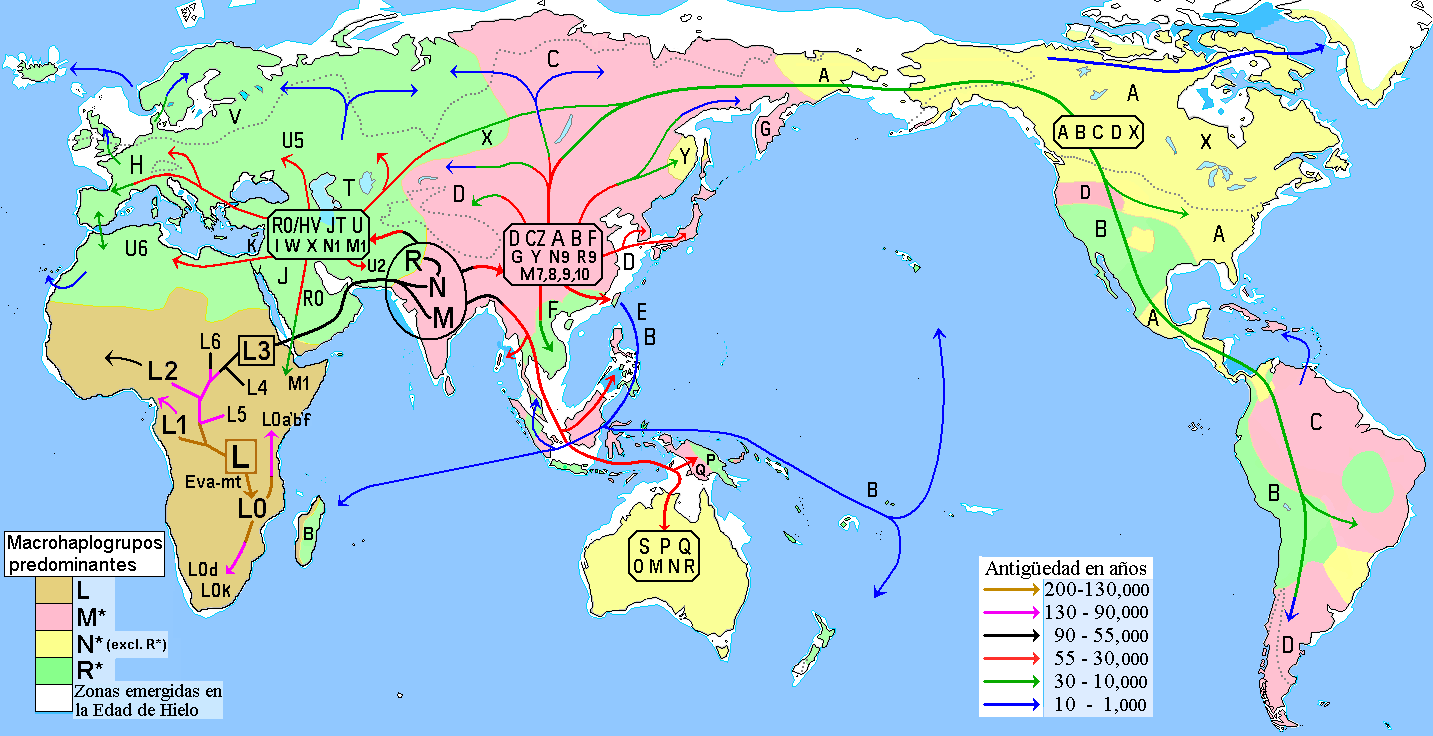
A modern ember első vándorlásainak térképe a genetikai vizsgálatok nyomán

A modern ember afrikai eredetéről szóló elmélet a 21. század elején a nemzetközileg legelfogadottabb teória a Homo sapiens globális elterjedésének magyarázatára. Angolul az elmélet népszerű neve Out of Africa, tudományos elnevezései pedig recent single-origin hypothesis vagy RSOH, vagy kiszorítási hipotézis (replacement hypothesis), illetve a recent african origin vagy RAO. 

## Az elmélet keletkezése és támogatottsága
Az ember afrikai származásának hipotézisét már Charles Darwin megfogalmazta Az ember származása és a nemi kiválasztás című, 1871-ben kiadott művében. A gondolat tudományos bizonyítására azonban csak 1980-ban kerülhetett sor az ősi leletek mitokondriális DNS-ének és a fizikai antropológiájának együttes vizsgálata során.
Az elmélet szerint a Homo sapiens Afrikában alakult ki a 200 000 és 150 000 év előtti időszakban. Körülbelül 60 000 évvel ezelőtt hagyta el Afrikát, hogy fokozatosan felváltsa az Eurázsiában élő, korábban szintén Afrikából kivándorolt embercsoportokat, így a neandervölgyi embert, a Homo erectust,  illetve a Homo floresiensist és a gyenyiszovai embert.
A 60 000 évvel ezelőtti, legkorábbi sikeres  "out of Africa" migrációt megelőzően, amely résztvevőinek utódai ma is élnek, korábbi kísérletek is történhettek erre, mivel a térségben arab archeológusok  125 000 évvel ezelőttről is találtak szerszám-leleteket.
Az elmélet túlnyomó támogatottságot élvez a nemzetközi tudományos közösségben. Különböző elképzelések léteznek azonban arról, hogy egyetlen ütemben történt-e a kivándorlás, vagy több alkalommal került sor arra.  Számos tudós pedig Kelet-Afrika helyett inkább Észak-Afrikában keresi a modern emberek kialakulásának bölcsőjét, ahonnan a kivándorlás történt.

## Konkurens elméletek
A legfőbb konkurens elmélet szerint a modern emberek több régióban párhuzamosan alakultak ki. Eszerint az Afrikából kiáramló Homo sapiens csoportok több régióban is kereszteződtek a Homo erectus helyi csoportjaival. Például Yves Coppens az Out of Africa elmélet korábbi híve 2011-ben kijelentette, hogy már nem hisz a Homo sapiens kizárólagos afrikai származásában.

## Fordítás
Ez a szócikk részben vagy egészben a Recent African origin of modern humans című angol Wikipédia-szócikk ezen változatának fordításán alapul.  Az eredeti cikk szerkesztőit annak laptörténete sorolja fel. Ez a jelzés csupán a megfogalmazás eredetét és a szerzői jogokat jelzi, nem szolgál a cikkben szereplő információk forrásmegjelöléseként.
Ez a szócikk részben vagy egészben a Origine africaine de l'homme moderne című francia Wikipédia-szócikk ezen változatának fordításán alapul.  Az eredeti cikk szerkesztőit annak laptörténete sorolja fel. Ez a jelzés csupán a megfogalmazás eredetét és a szerzői jogokat jelzi, nem szolgál a cikkben szereplő információk forrásmegjelöléseként.